# Liste des représentants des États-Unis pour le Minnesota
L'État du Minnesota dispose de huit représentants à la Chambre des représentants des États-Unis.

## Représentation actuelle à la Chambre des représentants (2025-2027)
| District | Nom                | Nom | Début du mandat                             | Parti | Parti       |
| -------- | ------------------ | --- | ------------------------------------------- | ----- | ----------- |
| 1        | Brad Finstad       |     | 12 août 2022 (2 ans, 7 mois et 11 jours)    |       | Républicain |
| 2        | Angie Craig        |     | 3 janvier 2019 (6 ans, 2 mois et 20 jours)  |       | Démocrate   |
| 3        | Kelly Morrison     |     | 3 janvier 2025 (2 mois et 20 jours)         |       | Démocrate   |
| 4        | Betty McCollum     |     | 3 janvier 2001 (24 ans, 2 mois et 20 jours) |       | Démocrate   |
| 5        | Ilhan Omar         |     | 3 janvier 2019 (6 ans, 2 mois et 20 jours)  |       | Démocrate   |
| 6        | Tom Emmer          |     | 3 janvier 2015 (10 ans, 2 mois et 20 jours) |       | Républicain |
| 7        | Michelle Fischbach |     | 3 janvier 2021 (4 ans, 2 mois et 20 jours)  |       | Républicain |
| 8        | Pete Stauber       |     | 3 janvier 2019 (6 ans, 2 mois et 20 jours)  |       | Républicain |

### Démographie

#### Parti politique
- quatre républicains
- quatre démocrates

#### Sexe
- quatre hommes
- quatre femmes

#### Ethnie
- Sept Blancs (quatre républicains et trois démocrates)
- une Afro-Américaine (démocrate)

#### Âge
- De 40 à 50 ans : deux
- De 50 à 60 ans : quatre
- De 60 à 70 ans : deux

#### Religion
- Christianisme : sept
  - Catholicisme : quatre
  - Protestantisme : trois
    - Luthéranisme : trois
- Islam : un

## Délégations historiques

### Délégués du territoire du Minnesota
| Congrès         | Délégué                       |
| --------------- | ----------------------------- |
| 31e (1849-1851) | Henry Hastings Sibley (D)     |
| 32e (1851-1853) | Henry Hastings Sibley (D)     |
| 33e (1853-1855) | Henry Mower Rice (en) (D)     |
| 34e (1855-1857) | Henry Mower Rice (en) (D)     |
| 35e (1857-1859) | William W. Kingsbury (en) (D) |

### De 1858 à 1903
| 35e (1857-1859) | James M. Cavanaugh (D)         | William Wallace Phelps (en) (D)  |                              |                              |                           |                           |                      |
| 36e (1859-1861) | William Windom (R)             | Cyrus Aldrich (en) (R)           |                              |                              |                           |                           |                      |
| 37e (1861-1863) | William Windom (R)             | Cyrus Aldrich (en) (R)           |                              |                              |                           |                           |                      |
| Congrès         | 1er district                   | 2e district                      |                              |                              |                           |                           |                      |
| 38e (1863-1865) | William Windom (R)             | Ignatius L. Donnelly (R)         |                              |                              |                           |                           |                      |
| 39e (1865-1867) | William Windom (R)             | Ignatius L. Donnelly (R)         |                              |                              |                           |                           |                      |
| 40e (1867-1869) | William Windom (R)             | Ignatius L. Donnelly (R)         |                              |                              |                           |                           |                      |
| 41e (1869-1871) | Morton S. Wilkinson (en) (R)   | Eugene McLanahan Wilson (en) (D) |                              |                              |                           |                           |                      |
| 42e (1871-1873) | Mark H. Dunnell (R)            | John T. Averill (en) (R)         | 3e district                  |                              |                           |                           |                      |
| 43e (1873-1875) | Mark H. Dunnell (R)            | Horace B. Strai (en) (R)         | John T. Averill (en) (R)     |                              |                           |                           |                      |
| 44e (1875-1877) | Mark H. Dunnell (R)            | Horace B. Strai (en) (R)         | William S. King (en) (R)     |                              |                           |                           |                      |
| 45e (1877-1879) | Mark H. Dunnell (R)            | Horace B. Strai (en) (R)         | Jacob H. Stewart (en) (R)    |                              |                           |                           |                      |
| 46e (1879-1881) | Mark H. Dunnell (R)            | Henry Poehler (en) (D)           | William D. Washburn (en) (R) |                              |                           |                           |                      |
| 47e (1881-1883) | Mark H. Dunnell (R)            | Horace B. Strai (en) (R)         | William D. Washburn (en) (R) | 4e district                  | 5e district               |                           |                      |
| 48e (1883-1885) | Milo White (en) (R)            | James Wakefield (en) (R)         | Horace B. Strait (en) (R)    | William D. Washburn (en) (R) | Knute Nelson (en) (R)     |                           |                      |
| 49e (1885-1887) | Milo White (en) (R)            | James Wakefield (en) (R)         | Horace B. Strait (en) (R)    | John Gilfillan (en) (R)      | Knute Nelson (en) (R)     |                           |                      |
| 50e (1887-1889) | Thomas Wilson (D)              | John Lind (en) (R)               | John L. MacDonald (en) (D)   | Edmund Rice (en) (D)         | Knute Nelson (en) (R)     |                           |                      |
| 51e (1889-1891) | Mark H. Dunnell (R)            | John Lind (en) (R)               | Darwin Hall (en) (R)         | Samuel Snider (en) (R)       | Solomon Comstock (en) (R) |                           |                      |
| 52e (1891-1893) | William H. Harries (en) (D)    | John Lind (en) (R)               | Osee M. Hall (en) (D)        | James Castle (en) (D)        | Kittel Halvorson (en) (P) | 6e district               | 7e district          |
| 53e (1893-1895) | James Albertus Tawney (en) (R) | James McCleary (en) (R)          | Osee M. Hall (en) (D)        | Andrew Kiefer (en) (R)       | Loren Fletcher (en) (R)   | Melvin Baldwin (en) (D)   | Haldor Boen (en) (P) |
| 54e (1895-1897) | James Albertus Tawney (en) (R) | James McCleary (en) (R)          | Joel Heatwole (en) (R)       | Andrew Kiefer (en) (R)       | Loren Fletcher (en) (R)   | Charles A. Towne (en) (R) | Frank Eddy (en) (R)  |
| 55e (1897-1899) | James Albertus Tawney (en) (R) | James McCleary (en) (R)          | Joel Heatwole (en) (R)       | Frederick Stevens (R)        | Loren Fletcher (en) (R)   | Robert P. Morris (en) (R) | Frank Eddy (en) (R)  |
| 56e (1899-1901) | James Albertus Tawney (en) (R) | James McCleary (en) (R)          | Joel Heatwole (en) (R)       | Frederick Stevens (R)        | Loren Fletcher (en) (R)   | Robert P. Morris (en) (R) | Frank Eddy (en) (R)  |
| 57e (1901-1903) | James Albertus Tawney (en) (R) | James McCleary (en) (R)          | Joel Heatwole (en) (R)       | Frederick Stevens (R)        | Loren Fletcher (en) (R)   | Robert P. Morris (en) (R) | Frank Eddy (en) (R)  |

### De 1903 à 1963
À l'issue du recensement de 1900, le Minnesota gagne deux sièges de représentants. Un dixième siège s'y ajoute en 1910. Après le recensement de 1930, les neuf représentants du Minnesota sont élus à l'échelle de l'État en 1932, avant un rétablissement des circonscriptions en 1934.
| Congrès         | 1er district                   | 2e district                     | 3e district                     | 4e district            | 5e district                    | 6e district                  | 7e district               | 8e district                      | 9e district                 |                                     |
| --------------- | ------------------------------ | ------------------------------- | ------------------------------- | ---------------------- | ------------------------------ | ---------------------------- | ------------------------- | -------------------------------- | --------------------------- | ----------------------------------- |
| 58e (1903-1905) | James Albertus Tawney (en) (R) | James McCleary (en) (R)         | Charles Russell Davis (en) (R)  | Frederick Stevens (R)  | John Lind (en) (D)             | Clarence Buckman (en) (R)    | Andrew Volstead (R)       | James Adam Bede (en) (R)         | Halvor Steenerson (en) (R)  |                                     |
| 59e (1905-1907) | James Albertus Tawney (en) (R) | James McCleary (en) (R)         | Charles Russell Davis (en) (R)  | Frederick Stevens (R)  | Loren Fletcher (en) (R)        | Clarence Buckman (en) (R)    | Andrew Volstead (R)       | James Adam Bede (en) (R)         | Halvor Steenerson (en) (R)  |                                     |
| 60e (1907-1909) | James Albertus Tawney (en) (R) | Winfield Scott Hammond (en) (D) | Charles Russell Davis (en) (R)  | Frederick Stevens (R)  | Frank Nye (en) (R)             | Charles August Lindbergh (R) | Andrew Volstead (R)       | James Adam Bede (en) (R)         | Halvor Steenerson (en) (R)  |                                     |
| 61e (1909-1911) | James Albertus Tawney (en) (R) | Winfield Scott Hammond (en) (D) | Charles Russell Davis (en) (R)  | Frederick Stevens (R)  | Frank Nye (en) (R)             | Charles August Lindbergh (R) | Andrew Volstead (R)       | Clarence B. Miller (en) (R)      | Halvor Steenerson (en) (R)  |                                     |
| 62e (1911-1913) | Sydney Anderson (en) (R)       | Winfield Scott Hammond (en) (D) | Charles Russell Davis (en) (R)  | Frederick Stevens (R)  | Frank Nye (en) (R)             | Charles August Lindbergh (R) | Andrew Volstead (R)       | Clarence B. Miller (en) (R)      | Halvor Steenerson (en) (R)  | 10e district (at-large pour le 63e) |
| 63e (1913-1915) | Sydney Anderson (en) (R)       | Winfield Scott Hammond (en) (D) | Charles Russell Davis (en) (R)  | Frederick Stevens (R)  | George Ross Smith (en) (R)     | Charles August Lindbergh (R) | Andrew Volstead (R)       | Clarence B. Miller (en) (R)      | Halvor Steenerson (en) (R)  | James Manahan (en) (R)              |
| 64e (1915-1917) | Sydney Anderson (en) (R)       | Franklin Ellsworth (en) (R)     | Charles Russell Davis (en) (R)  | Carl Van Dyke (en) (D) | George Ross Smith (en) (R)     | Charles August Lindbergh (R) | Andrew Volstead (R)       | Clarence B. Miller (en) (R)      | Halvor Steenerson (en) (R)  | Thomas D. Schall (en) (R)           |
| 65e (1917-1919) | Sydney Anderson (en) (R)       | Franklin Ellsworth (en) (R)     | Charles Russell Davis (en) (R)  | Carl Van Dyke (en) (D) | Ernest Lundeen (en) (R)        | Harold Knutson (en) (R)      | Andrew Volstead (R)       | Clarence B. Miller (en) (R)      | Halvor Steenerson (en) (R)  | Thomas D. Schall (en) (R)           |
| 66e (1919-1921) | Sydney Anderson (en) (R)       | Franklin Ellsworth (en) (R)     | Charles Russell Davis (en) (R)  | Oscar Keller (en) (R)  | Walter Newton (en) (R)         | Harold Knutson (en) (R)      | Andrew Volstead (R)       | William Leighton Carss (en) (FL) | Halvor Steenerson (en) (R)  | Thomas D. Schall (en) (R)           |
| 67e (1921-1923) | Sydney Anderson (en) (R)       | Frank Clague (en) (R)           | Charles Russell Davis (en) (R)  | Oscar Keller (en) (R)  | Walter Newton (en) (R)         | Harold Knutson (en) (R)      | Andrew Volstead (R)       | Oscar Larson (en) (R)            | Halvor Steenerson (en) (R)  | Thomas D. Schall (en) (R)           |
| 68e (1923-1925) | Sydney Anderson (en) (R)       | Frank Clague (en) (R)           | Charles Russell Davis (en) (R)  | Oscar Keller (en) (R)  | Walter Newton (en) (R)         | Harold Knutson (en) (R)      | Ole J. Kvale (en) (FL)    | Oscar Larson (en) (R)            | Knud Wefald (en) (FL)       | Thomas D. Schall (en) (R)           |
| 69e (1925-1927) | Allen J. Furlow (en) (R)       | Frank Clague (en) (R)           | August H. Andresen (en) (R)     | Oscar Keller (en) (R)  | Walter Newton (en) (R)         | Harold Knutson (en) (R)      | Ole J. Kvale (en) (FL)    | William Leighton Carss (en) (FL) | Knud Wefald (en) (FL)       | Godfrey G. Goodwin (en) (R)         |
| 70e (1927-1929) | Allen J. Furlow (en) (R)       | Frank Clague (en) (R)           | August H. Andresen (en) (R)     | Melvin Maas (en) (R)   | Walter Newton (en) (R)         | Harold Knutson (en) (R)      | Ole J. Kvale (en) (FL)    | William Leighton Carss (en) (FL) | Conrad Selvig (en) (R)      | Godfrey G. Goodwin (en) (R)         |
| 71e (1929-1931) | Victor Christgau (en) (R)      | Frank Clague (en) (R)           | August H. Andresen (en) (R)     | Melvin Maas (en) (R)   | William I. Nolan (en) (R)      | Harold Knutson (en) (R)      | Paul John Kvale (en) (FL) | William Pittenger (en) (R)       | Conrad Selvig (en) (R)      | Godfrey G. Goodwin (en) (R)         |
| 72e (1931-1933) | Victor Christgau (en) (R)      | Frank Clague (en) (R)           | August H. Andresen (en) (R)     | Melvin Maas (en) (R)   | William I. Nolan (en) (R)      | Harold Knutson (en) (R)      | Paul John Kvale (en) (FL) | William Pittenger (en) (R)       | Conrad Selvig (en) (R)      | Godfrey G. Goodwin (en) (R)         |
| Congrès         | 1er siège                      | 2e siège                        | 3e siège                        | 4e siège               | 5e siège                       | 6e siège                     | 7e siège                  | 8e siège                         | 9e siège                    |                                     |
| 73e (1933-1935) | Henry M. Arens (en) (FL)       | Einar Hoidale (en) (D)          | Ernest Lundeen (en) (FL)        | Ray P. Chase (en) (R)  | Theodore Christianson (en) (R) | Harold Knutson (en) (R)      | Paul John Kvale (en) (FL) | Magnus Johnson (en) (FL)         | Francis Shoemaker (en) (FL) |                                     |
| Congrès         | 1er district                   | 2e district                     | 3e district                     | 4e district            | 5e district                    | 6e district                  | 7e district               | 8e district                      | 9e district                 |                                     |
| 74e (1935-1937) | August H. Andresen (en) (R)    | Elmer Ryan (en) (D)             | Ernest Lundeen (en) (FL)        | Melvin Maas (en) (R)   | Theodore Christianson (en)     | Harold Knutson (en) (R)      | Paul John Kvale (en) (FL) | William Pittenger (en)           | Rich T. Buckler (en) (FL)   |                                     |
| 75e (1937-1939) | August H. Andresen (en) (R)    | Elmer Ryan (en) (D)             | Henry Teigan (en) (FL)          | Melvin Maas (en) (R)   | Dewey Johnson (FL)             | Harold Knutson (en) (R)      | Paul John Kvale (en) (FL) | John Bernard (FL) (en) (FL)      | Rich T. Buckler (en) (FL)   |                                     |
| 76e (1939-1941) | August H. Andresen (en) (R)    | Elmer Ryan (en) (D)             | John G. Alexander (en) (R)      | Melvin Maas (en) (R)   | Oscar Youngdahl (en) (R)       | Harold Knutson (en) (R)      | H. Carl Andersen (en) (R) | William Pittenger (en) (R)       | Rich T. Buckler (en) (FL)   |                                     |
| 77e (1941-1943) | August H. Andresen (en) (R)    | Joseph P. O'Hara (en) (R)       | Richard Pillsbury Gale (en) (R) | Melvin Maas (en) (R)   | Oscar Youngdahl (en) (R)       | Harold Knutson (en) (R)      | H. Carl Andersen (en) (R) | William Pittenger (en) (R)       | Rich T. Buckler (en) (FL)   |                                     |
| 78e (1943-1945) | August H. Andresen (en) (R)    | Joseph P. O'Hara (en) (R)       | Richard Pillsbury Gale (en) (R) | Melvin Maas (en) (R)   | Walter Judd (en) (R)           | Harold Knutson (en) (R)      | H. Carl Andersen (en) (R) | William Pittenger (en) (R)       | Harold Hagen (FL)           |                                     |
| 79e (1945-1947) | August H. Andresen (en) (R)    | Joseph P. O'Hara (en) (R)       | William Gallagher (en) (D)      | Frank Starkey (en) (D) | Walter Judd (en) (R)           | Harold Knutson (en) (R)      | H. Carl Andersen (en) (R) | William Pittenger (en) (R)       | Harold Hagen (R)            |                                     |
| 80e (1947-1949) | August H. Andresen (en) (R)    | Joseph P. O'Hara (en) (R)       | George MacKinnon (en) (R)       | Edward Devitt (en) (R) | Walter Judd (en) (R)           | Harold Knutson (en) (R)      | H. Carl Andersen (en) (R) | John Blatnik (en) (D)            | Harold Hagen (R)            |                                     |
| 81e (1949-1951) | August H. Andresen (en) (R)    | Joseph P. O'Hara (en) (R)       | Roy Wier (en) (D)               | Eugene McCarthy (D)    | Walter Judd (en) (R)           | Fred Marshall (en) (D)       | H. Carl Andersen (en) (R) | John Blatnik (en) (D)            | Harold Hagen (R)            |                                     |
| 82e (1951-1953) | August H. Andresen (en) (R)    | Joseph P. O'Hara (en) (R)       | Roy Wier (en) (D)               | Eugene McCarthy (D)    | Walter Judd (en) (R)           | Fred Marshall (en) (D)       | H. Carl Andersen (en) (R) | John Blatnik (en) (D)            | Harold Hagen (R)            |                                     |
| 83e (1953-1955) | August H. Andresen (en) (R)    | Joseph P. O'Hara (en) (R)       | Roy Wier (en) (D)               | Eugene McCarthy (D)    | Walter Judd (en) (R)           | Fred Marshall (en) (D)       | H. Carl Andersen (en) (R) | John Blatnik (en) (D)            | Harold Hagen (R)            |                                     |
| 84e (1955-1957) | August H. Andresen (en) (R)    | Joseph P. O'Hara (en) (R)       | Roy Wier (en) (D)               | Eugene McCarthy (D)    | Walter Judd (en) (R)           | Fred Marshall (en) (D)       | H. Carl Andersen (en) (R) | John Blatnik (en) (D)            | Coya Knutson (D)            |                                     |
| 85e (1957-1958) | August H. Andresen (en) (R)    | Joseph P. O'Hara (en) (R)       | Roy Wier (en) (D)               | Eugene McCarthy (D)    | Walter Judd (en) (R)           | Fred Marshall (en) (D)       | H. Carl Andersen (en) (R) | John Blatnik (en) (D)            | Coya Knutson (D)            |                                     |
| 85e (1958-1959) | Al Quie (R)                    | Joseph P. O'Hara (en) (R)       | Roy Wier (en) (D)               | Eugene McCarthy (D)    | Walter Judd (en) (R)           | Fred Marshall (en) (D)       | H. Carl Andersen (en) (R) | John Blatnik (en) (D)            | Coya Knutson (D)            |                                     |
| 86e (1959-1961) | Al Quie (R)                    | Ancher Nelsen (en) (R)          | Roy Wier (en) (D)               | Joseph Karth (en) (D)  | Walter Judd (en) (R)           | Fred Marshall (en) (D)       | H. Carl Andersen (en) (R) | John Blatnik (en) (D)            | Odin Langen (R)             |                                     |
| 87e (1961-1963) | Al Quie (R)                    | Ancher Nelsen (en) (R)          | Clark MacGregor (en) (R)        | Joseph Karth (en) (D)  | Walter Judd (en) (R)           | Fred Marshall (en) (D)       | H. Carl Andersen (en) (R) | John Blatnik (en) (D)            | Odin Langen (R)             |                                     |

### Depuis 1963
Depuis le recensement des États-Unis de 1960, le Minnesota élit huit représentants au Congrès.
| Congrès          | 1er district          | 2e district            | 3e district              | 4e district             | 5e district                 | 6e district            | 7e district               | 8e district             |
| ---------------- | --------------------- | ---------------------- | ------------------------ | ----------------------- | --------------------------- | ---------------------- | ------------------------- | ----------------------- |
| 88e (1963-1965)  | Al Quie (R)           | Ancher Nelsen (en) (R) | Clark MacGregor (en) (R) | Joseph Karth (en) (DFL) | Donald M. Fraser (en) (DFL) | Alec Olson (en) (DFL)  | Odin Langen (R)           | John Blatnik (en) (DFL) |
| 89e (1965-1967)  | Al Quie (R)           | Ancher Nelsen (en) (R) | Clark MacGregor (en) (R) | Joseph Karth (en) (DFL) | Donald M. Fraser (en) (DFL) | Alec Olson (en) (DFL)  | Odin Langen (R)           | John Blatnik (en) (DFL) |
| 90e (1967-1969)  | Al Quie (R)           | Ancher Nelsen (en) (R) | Clark MacGregor (en) (R) | Joseph Karth (en) (DFL) | Donald M. Fraser (en) (DFL) | John Zwach (en) (R)    | Odin Langen (R)           | John Blatnik (en) (DFL) |
| 91e (1969-1971)  | Al Quie (R)           | Ancher Nelsen (en) (R) | Clark MacGregor (en) (R) | Joseph Karth (en) (DFL) | Donald M. Fraser (en) (DFL) | John Zwach (en) (R)    | Odin Langen (R)           | John Blatnik (en) (DFL) |
| 92e (1971-1973)  | Al Quie (R)           | Ancher Nelsen (en) (R) | Bill Frenzel (en) (R)    | Joseph Karth (en) (DFL) | Donald M. Fraser (en) (DFL) | John Zwach (en) (R)    | Robert Bergland (DFL)     | John Blatnik (en) (DFL) |
| 93e (1973-1975)  | Al Quie (R)           | Ancher Nelsen (en) (R) | Bill Frenzel (en) (R)    | Joseph Karth (en) (DFL) | Donald M. Fraser (en) (DFL) | John Zwach (en) (R)    | Robert Bergland (DFL)     | John Blatnik (en) (DFL) |
| 94e (1975-1977)  | Al Quie (R)           | Tom Hagedorn (R)       | Bill Frenzel (en) (R)    | Joseph Karth (en) (DFL) | Donald M. Fraser (en) (DFL) | Rick Nolan (DFL)       | Robert Bergland (DFL)     | James Oberstar (DFL)    |
| 95e (1977-1979)  | Al Quie (R)           | Tom Hagedorn (R)       | Bill Frenzel (en) (R)    | Bruce Vento (en) (DFL)  | Donald M. Fraser (en) (DFL) | Rick Nolan (DFL)       | Arlan Stangeland (en) (R) | James Oberstar (DFL)    |
| 96e (1979-1981)  | Arlen Erdahl (en) (R) | Tom Hagedorn (R)       | Bill Frenzel (en) (R)    | Bruce Vento (en) (DFL)  | Martin Olav Sabo (en) (DFL) | Rick Nolan (DFL)       | Arlan Stangeland (en) (R) | James Oberstar (DFL)    |
| 97e (1981-1983)  | Arlen Erdahl (en) (R) | Tom Hagedorn (R)       | Bill Frenzel (en) (R)    | Bruce Vento (en) (DFL)  | Martin Olav Sabo (en) (DFL) | Vin Weber (en) (R)     | Arlan Stangeland (en) (R) | James Oberstar (DFL)    |
| 98e (1983-1985)  | Tim Penny (en) (DFL)  | Vin Weber (en) (R)     | Bill Frenzel (en) (R)    | Bruce Vento (en) (DFL)  | Martin Olav Sabo (en) (DFL) | Gerry Sikorski (DFL)   | Arlan Stangeland (en) (R) | James Oberstar (DFL)    |
| 99e (1985-1987)  | Tim Penny (en) (DFL)  | Vin Weber (en) (R)     | Bill Frenzel (en) (R)    | Bruce Vento (en) (DFL)  | Martin Olav Sabo (en) (DFL) | Gerry Sikorski (DFL)   | Arlan Stangeland (en) (R) | James Oberstar (DFL)    |
| 100e (1987-1989) | Tim Penny (en) (DFL)  | Vin Weber (en) (R)     | Bill Frenzel (en) (R)    | Bruce Vento (en) (DFL)  | Martin Olav Sabo (en) (DFL) | Gerry Sikorski (DFL)   | Arlan Stangeland (en) (R) | James Oberstar (DFL)    |
| 101e (1989-1991) | Tim Penny (en) (DFL)  | Vin Weber (en) (R)     | Bill Frenzel (en) (R)    | Bruce Vento (en) (DFL)  | Martin Olav Sabo (en) (DFL) | Gerry Sikorski (DFL)   | Arlan Stangeland (en) (R) | James Oberstar (DFL)    |
| 102e (1991-1993) | Tim Penny (en) (DFL)  | Vin Weber (en) (R)     | Jim Ramstad (en) (R)     | Bruce Vento (en) (DFL)  | Martin Olav Sabo (en) (DFL) | Gerry Sikorski (DFL)   | Collin Peterson (DFL)     | James Oberstar (DFL)    |
| 103e (1993-1995) | Tim Penny (en) (DFL)  | David Minge (en) (DFL) | Jim Ramstad (en) (R)     | Bruce Vento (en) (DFL)  | Martin Olav Sabo (en) (DFL) | Rod Grams (R)          | Collin Peterson (DFL)     | James Oberstar (DFL)    |
| 104e (1995-1997) | Gil Gutknecht (R)     | David Minge (en) (DFL) | Jim Ramstad (en) (R)     | Bruce Vento (en) (DFL)  | Martin Olav Sabo (en) (DFL) | Bill Luther (en) (DFL) | Collin Peterson (DFL)     | James Oberstar (DFL)    |
| 105e (1997-1999) | Gil Gutknecht (R)     | David Minge (en) (DFL) | Jim Ramstad (en) (R)     | Bruce Vento (en) (DFL)  | Martin Olav Sabo (en) (DFL) | Bill Luther (en) (DFL) | Collin Peterson (DFL)     | James Oberstar (DFL)    |
| 106e (1999-2001) | Gil Gutknecht (R)     | David Minge (en) (DFL) | Jim Ramstad (en) (R)     | Bruce Vento (en) (DFL)  | Martin Olav Sabo (en) (DFL) | Bill Luther (en) (DFL) | Collin Peterson (DFL)     | James Oberstar (DFL)    |
| 107e (2001-2003) | Gil Gutknecht (R)     | Mark Kennedy (en) (R)  | Jim Ramstad (en) (R)     | Betty McCollum (DFL)    | Martin Olav Sabo (en) (DFL) | Bill Luther (en) (DFL) | Collin Peterson (DFL)     | James Oberstar (DFL)    |
| 108e (2003-2005) | Gil Gutknecht (R)     | John Kline (R)         | Jim Ramstad (en) (R)     | Betty McCollum (DFL)    | Martin Olav Sabo (en) (DFL) | Mark Kennedy (en) (R)  | Collin Peterson (DFL)     | James Oberstar (DFL)    |
| 109e (2005-2007) | Gil Gutknecht (R)     | John Kline (R)         | Jim Ramstad (en) (R)     | Betty McCollum (DFL)    | Martin Olav Sabo (en) (DFL) | Mark Kennedy (en) (R)  | Collin Peterson (DFL)     | James Oberstar (DFL)    |
| 110e (2007-2009) | Tim Walz (DFL)        | John Kline (R)         | Jim Ramstad (en) (R)     | Betty McCollum (DFL)    | Keith Ellison (DFL)         | Michele Bachmann (R)   | Collin Peterson (DFL)     | James Oberstar (DFL)    |
| 111e (2009-2011) | Tim Walz (DFL)        | John Kline (R)         | Erik Paulsen (R)         | Betty McCollum (DFL)    | Keith Ellison (DFL)         | Michele Bachmann (R)   | Collin Peterson (DFL)     | James Oberstar (DFL)    |
| 112e (2011-2013) | Tim Walz (DFL)        | John Kline (R)         | Erik Paulsen (R)         | Betty McCollum (DFL)    | Keith Ellison (DFL)         | Michele Bachmann (R)   | Collin Peterson (DFL)     | Chip Cravaack (R)       |
| 113e (2013-2015) | Tim Walz (DFL)        | John Kline (R)         | Erik Paulsen (R)         | Betty McCollum (DFL)    | Keith Ellison (DFL)         | Michele Bachmann (R)   | Collin Peterson (DFL)     | Rick Nolan (DFL)        |
| 114e (2015-2017) | Tim Walz (DFL)        | John Kline (R)         | Erik Paulsen (R)         | Betty McCollum (DFL)    | Keith Ellison (DFL)         | Tom Emmer (R)          | Collin Peterson (DFL)     | Rick Nolan (DFL)        |
| 115e (2017-2019) | Tim Walz (DFL)        | Jason Lewis (R)        | Erik Paulsen (R)         | Betty McCollum (DFL)    | Keith Ellison (DFL)         | Tom Emmer (R)          | Collin Peterson (DFL)     | Rick Nolan (DFL)        |
| 116e (2019-2021) | Jim Hagedorn (R)      | Angie Craig (DFL)      | Dean Phillips (DFL)      | Betty McCollum (DFL)    | Ilhan Omar (DFL)            | Tom Emmer (R)          | Collin Peterson (DFL)     | Pete Stauber (R)        |
| 117e (2021-2023) | Jim Hagedorn (R)      | Angie Craig (DFL)      | Dean Phillips (DFL)      | Betty McCollum (DFL)    | Ilhan Omar (DFL)            | Tom Emmer (R)          | Michelle Fischbach (R)    | Pete Stauber (R)        |
| 118e (2023-2025) | Brad Finstad (R)      | Angie Craig (DFL)      | Dean Phillips (DFL)      | Betty McCollum (DFL)    | Ilhan Omar (DFL)            | Tom Emmer (R)          | Michelle Fischbach (R)    | Pete Stauber (R)        |

## Premières
- Coya Knutson, est la première femme élue au Congrès pour le Minnesota en 1955[1].
- Keith Ellison, est le premier élu noir au Congrès pour le Minnesota ainsi que le premier musulman dans l'ensemble des États-Unis en 2007[2].